# Длинный день
«Длинный день» — советский художественный фильм, поставленный режиссёром Рафаилом Гольдиным по сценарию Бориса Васильева.

## Сюжет
Инженер Роман неожиданно узнаёт, что его жена Катя больше его не любит, а любит его друга Петра, первоклассного слесаря, и хочет к нему уйти. Так начинается утро самого длинного в году дня. Потрясённый Роман требует у жены и Петра прекращения общения друг с другом. Однако, не допуская вмешательства личной жизни в общественную, Роман отправляется с Петром в командировку на строительство ГЭС, на котором случилась поломка изготовленного на их машиностроительном заводе экскаватора. Заводская комиссия устанавливает причину поломки, но Пётр во время испытания экскаватора показывает себя таким высококлассным экскаваторщиком, что начальник участка предлагает ему новое место работы на строительстве. Пётр соглашается, потребовав взамен обеспечить его отдельным жильём (комнатой). Во время обеда к представителям завода подошёл крановщик Матвеич, рассказавший им о своём рационализаторском предложении. Пётр и Роман отправляются к Матвеичу на кран, но в результате ЧП Пётр получает тяжёлую травму и лишь благодаря Роману избегает гибели. Роман и Пётр возвращаются в свой город на попутном транспорте. За время поездки Роман понимает, что причиной ухода жены стало его патриархальное отношение к ней, а Пётр — то, насколько тяжело его другу от разрушения семьи, причиной которого он становится. Катя случайно заходит в свой цех, где она работала до замужества, и осознаёт необходимость большой работы и невозможность оставаться домохозяйкой. Для всех троих наступает утро нового дня.

## В ролях
- Афанасий Кочетков — Роман
- Евгений Лазарев — Пётр
- Валентина Пугачёва — Катя
- Адольф Ильин — Матвеич, крановщик-изобретатель
- Людмила Маркелия — Люся
- Анна Обручева — Валя (озвучивает Мария Виноградова)
- Анатолий Ромашин — Владимир Иванович, инженер
- Виктор Уральский — Вася, шофёр
- Леонид Харитонов — Лёша, экскаваторщик
- Алексей Бахарь — лейтенант ГАИ
- Юрий Медведев — Гребешков
- Олег Николаевский — водитель «Волги»

## Съёмки
Съёмки проходили на строительстве Воткинской ГЭС на реке Кама в Пермском крае, в городе Чайковском. В них участвовали строители и рабочие с заводов.